# 에릭 스타우트

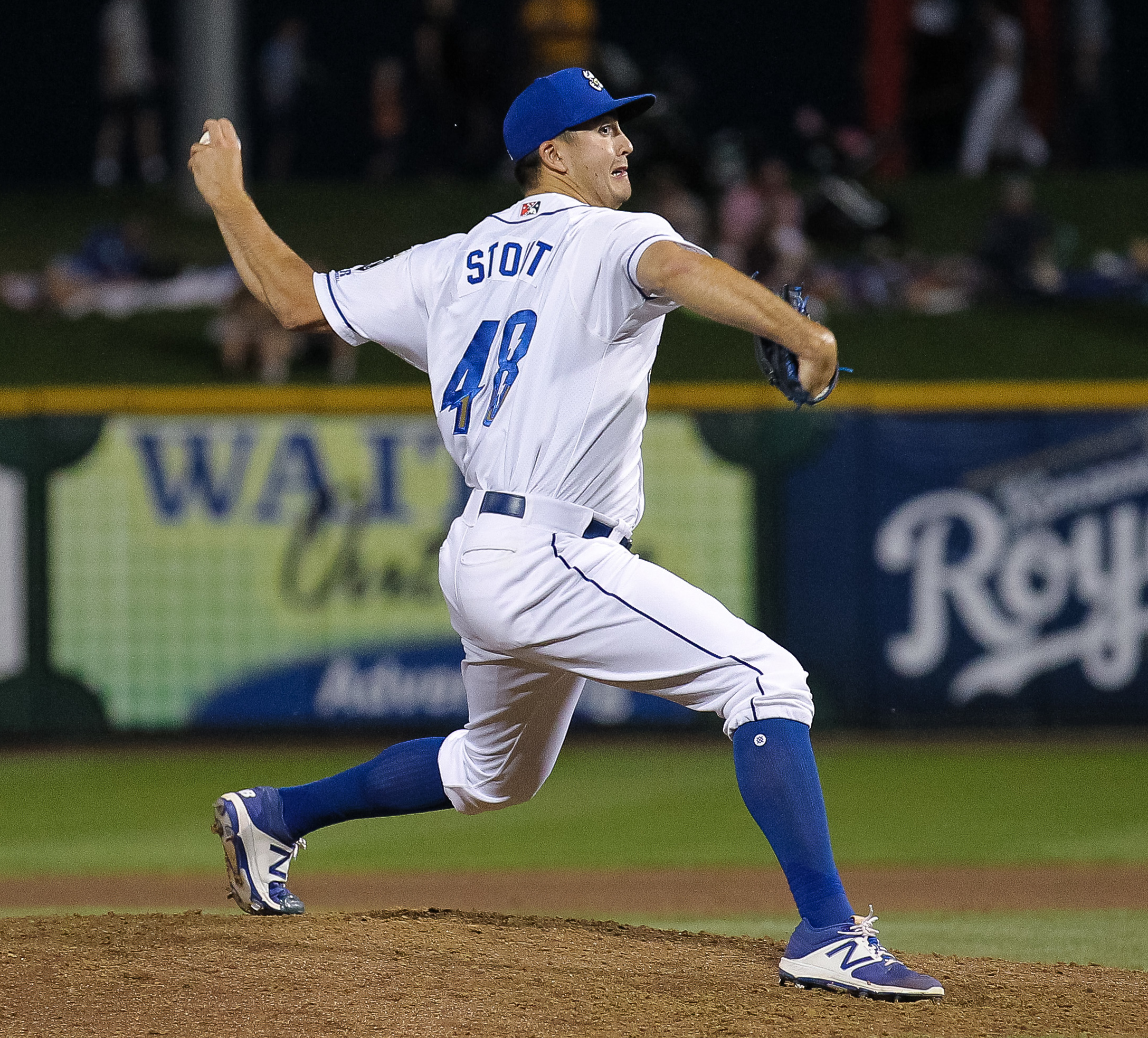

에릭 스타우트(Eric Stout, 1993년 3월 27일 ~ )는 미국의 야구 선수이자, 현 타이강 호크스의 투수이다.

## 미국 프로야구 시절
2014년에 캔자스시티 로열스에 입단하였다.

## 한국 프로야구 시절
2024년 8월 27일에 제임스 네일 부상으로 인해 임시 외국인 선수로 영입되었다.